# Intelsat 701
O Intelsat 701 (também conhecido por IS-701 e Intelsat 7-F1) é um satélite de comunicação geoestacionário que foi construído pela Space Systems/Loral (SSL). Ele está localizado na posição orbital de 29,5 graus de longitude leste o mesmo encontra-se atualmente em uma órbita inclinada. O mesmo é de propriedade da Intelsat, empresa sediada atualmente em Luxemburgo. O satélite foi baseado na plataforma LS-1300 e sua vida útil estimada era de 15 anos.

## Lançamento
O satélite foi lançado com sucesso ao espaço no dia 22 de outubro de 1993, às 06:46:00 UTC, por meio de um veículo Ariane 44L a partir do Centro Espacial de Kourou, na Guiana Francesa. Ele tinha uma massa de lançamento de 3.642 kg.

## Capacidade
O Intelsat 701 é equipado com 26 transponders em banda C e 10 em banda Ku para fornecer radiodifusão, serviços de business-to-home, telecomunicações, VSATnetworks.